# Ludmila Švédová
Ludmila Švédová   (Šumperk, 13 de novembre de 1936 - 10 de febrer de 2018), nascuda Schönová, fou una gimnasta artística txeca que va competir sota bandera txecoslovaca durant les dècades de 1950 i 1960.
El 1960 va prendre part en els Jocs Olímpics d'Estiu de Roma, on disputà les sis proves del programa de gimnàstica. Guanyà la medalla de plata en el concurs complet equips, mentre en les altres proves finalitzà en posicions més endarrerides.
En el seu palmarès també destaquen dues medalles de plata al Campionat del Món de gimnàstica artística, el 1958 i 1962.